# Michał Gradziński
Michał Gradziński (ur. 4 lipca 1968 w Krakowie)  – polski geolog i speleolog, pracownik Zakładu Sedymentologii i Analizy Paleośrodowiska w Instytucie Nauk Geologicznych UJ.

## Życiorys
Jest synem profesora geologii Ryszarda Gradzińskiego. Odbył studia geologiczne na Uniwersytecie Jagiellońskim w latach 1987–1992, po studiach został pracownikiem naukowym macierzystej uczelni. W 2000 tamże uzyskał doktorat za pracę Pizoidy jaskiniowe: genetyczne i środowiskowe uwarunkowania ich powstania. W 2011 otrzymał stopień naukowy doktora habilitowanego na Wydziale Biologii i Nauk o Ziemi UJ. Głównym tematem badawczym Michała Gradzińskiego jest kras i zjawiska pokrewne.
Poza badaniami geologicznymi od 1985 prowadzi też eksplorację speleologiczną jaskiń jako członek Sekcji Taternictwa Jaskiniowego Klubu Wysokogórskiego Kraków. Oprócz ekspedycji do jaskiń krajowych był uczestnikiem i kierownikiem wypraw speleologicznych na terenie Słowenii, Austrii, Francji, Ukrainy, Włoch oraz wyprawy badającej jaskinie lawowe Wysp Kanaryjskich.

## Nagrody i wyróżnienia
- Laureat w 1997 stypendium krajowego dla młodych naukowców FNP.
- Nagrodzony w 2004 medalem 100-lecia polskiego alpinizmu przez Polski Związek Alpinizmu.
- Członek kapituły Kolosów (2007).

## Publikacje

### Ważniejsze publikacje geologiczne
- Hercman, H., Bella, P., Głazek, J., Gradzinski, M., Lauritzen, S.-E., & Lrvlie, R., 1997. Uranium-series dating of speleothems from Demänova Ice Cave: A step to age estimation of the Demänova Cave System (the Nízke Tatry Mts., Slovakia). „Annales Societatis Geologorum Poloniae”, 67: 439-450.
- Gradzinski, M., 2003. Bacterial influence on speleothem oxygen isotope composition: an example based on cave pisoids from Perlová cave (Slovakia). Geologica Carpathica, 54: 199-204.
- Gradzinski, R., Baryła, J., Doktor, M., Gmur, D., Gradzinski, M., Kedzior, A., Paszkowski, M., Soja, R., Zielinski, T. & Żurek, S., 2003. Vegetation-controlled modern anastomosing system of the upper Narew River (NE Poland) and its sediments. Sedimentary Geology, 157: 253-276.
- Gradzinski, M., Tyszka, J., Uchman, A. & Jach. R., 2004. Large microbial-foraminiferal oncoids from condensed Lower-MIddle Jurassic deposits: a case study from the Tatra Mountains, Poland. Palaeogeography, Palaeoclimatology, Palaeoecology, 213: 133-151

### Ważniejsze publikacje speleologiczne i popularnonaukowe
- Pierwszy autor współautorskichich wydań cyklu pt. Jaskinie Ojcowskiego Parku Narodowego. Wyd.Ojcowski Park Narodowy,  Muzeum im. prof.Władysława Szafera, Ojców. (tomy z: 1994, 1995, 1997, 1998, 1999, 2001, 2005)1999
- Gradziński Ryszard, Gradziński Michał, Michalik Stefan: Nauka i kultura w krajobrazie Jury. Tom III: Przyroda. Kraków: Zarząd Zespołu Jurajskich Parków Krajobrazowych, 1994.